# Список дипломатических миссий Гондураса

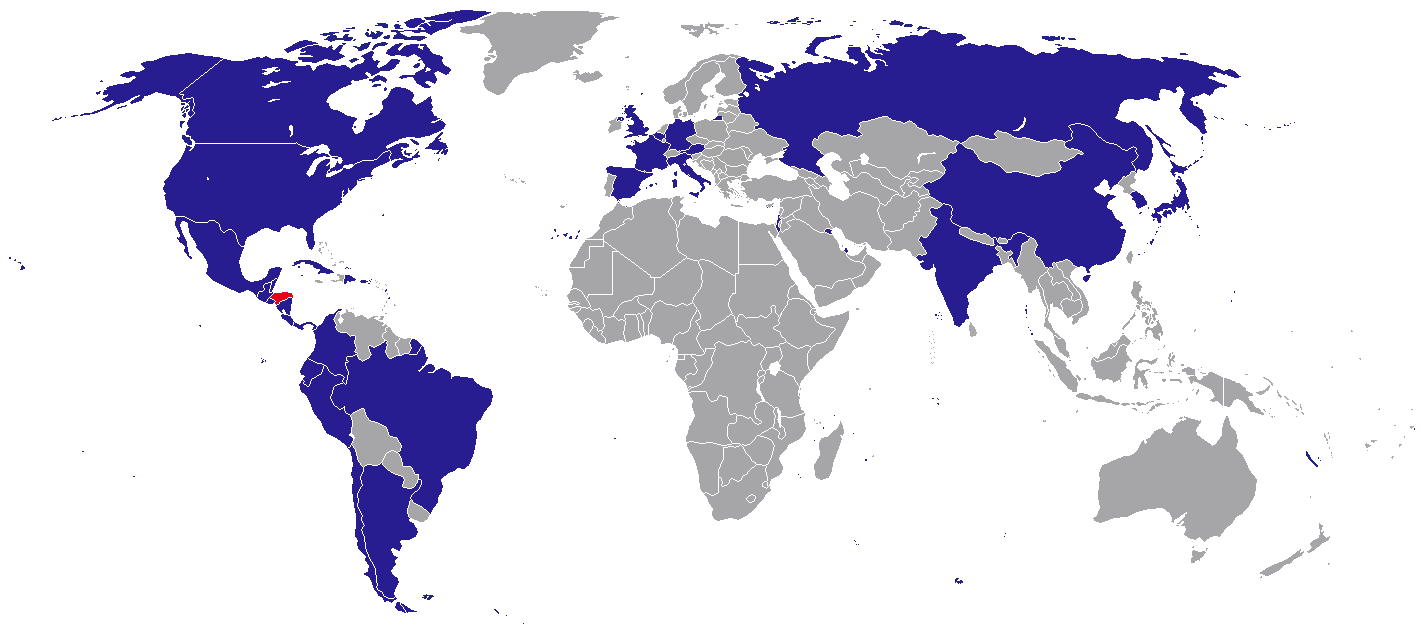

Дипломатические миссии Гондураса — дипломатические представительства Гондураса сосредоточены преимущественно в государствах Америки.

## Европа
- Бельгия, Брюссель (посольство)
- Франция, Париж (посольство)
- Германия, Берлин (посольство)
  - Гамбург (генеральное консульство)
- Ватикан (посольство)
- Италия, Рим (посольство)
  - Милан (генеральное консульство)
- Нидерланды, Гаага (посольство)
- Испания, Мадрид (посольство)
- Швеция, Стокгольм (посольство)
- Великобритания, Лондон (посольство)

## Северная Америка
- Белиз, Белиз (посольство)
- Канада, Оттава (посольство)
  - Монреаль (генеральное консульство)
- Коста-Рика, Сан-Хосе (посольство)
- Куба, Гавана (посольство)
- Доминиканская республика, Санто-Доминго (посольство)
- Сальвадор, Эль-Сальвадор (посольство)
- Гватемала, Гватемала (посольство)
- Ямайка, Кингстон (посольство)
- Мексика, Мехико (посольство)
  - Сан-Луис-Потоси (генеральное консульство)
  - Тапачула (генеральное консульство)
  - Веракрус (генеральное консульство)
- Никарагуа, Манагуа (посольство)
  - Чинандега (генеральное консульство)
- Панама, Панама (посольство)
- США, Вашингтон (посольство)
  - Атланта (генеральное консульство)
  - Бостон (генеральное консульство)
  - Чикаго (генеральное консульство)
  - Хьюстон (генеральное консульство)
  - Лос-Анджелес (генеральное консульство)
  - Майями (генеральное консульство)
  - Нью-Орлеан (генеральное консульство)
  - Нью-Йорк (генеральное консульство)
  - Финикс (генеральное консульство)
  - Сан-Франциско (генеральное консульство)

## Южная Америка
- Аргентина, Буэнос-Айрес (посольство)
- Бразилия, Бразилиа (посольство)
  - Рио-де-Жанейро (генеральное консульство)
- Чили, Сантьяго (посольство)
- Колумбия, Богота (посольство)
- Эквадор, Кито (посольство)
- Перу, Лима (посольство)
- Венесуэла, Каракас (посольство)

## Африка
- Египет, Каир (посольство)

## Азия
- Япония, Токио (посольство)
- Южная Корея, Сеул (посольство)
- Тайвань, Тайбэй (посольство) — с марта 2023 года дип. отношения разорваны.
- Израиль, Тель-Авив (посольство)

## Международные организации
- - Брюссель (представительство при ЕС)
  - Женева (постоянная миссия при учреждениях ООН)
  - Нью-Йорк (постоянная миссия при ООН)
  - Париж (постоянная миссия при ЮНЕСКО)
  - Рим (постоянная миссия при ФАО)
  - Вашингтон (постоянная миссия при ОАГ)